# Гулаб Сінґх
Гулаб Сінґх Джамвал (*гінді महाराज गुलाब सिंह; 17 жовтня 1792 — 30 червня 1857) — 1-й магараджа Джамму та Кашміру в 1846—1857 роках.

## Життєпис
Походив з раджпутів племені догрі. Син Міан Кішора Сінґха Джамвала. Народився 1792 року в Джамму. Спочатку служив Джит Сінґху, раджі Джамму. 1808 року останній зазнав поразки від Ранджит Сінґха, володаря Сикхської імперії, який приєднав Джамму до своєї держави. 1809 року поступив на службу до останнього. Відзначився у численних походах сикхів, отримавши джагір в 12 тис. рупій і 90 вершників.
1820 року його батька — Кішор Сінґха — було зроблено раджею Джамму. 1821 року Гулаб Сінґх завдав поразки Агар-хану і Ткгх Мохамммед Сінґха, в яких відібрав володіння Раджурі й Кіштвар. Потім відзначився у підкоренні Дера Газі-хана. Слідом за цим придушив повстання Міана Дідо Джамвала. 1822 року після смерті батька успадкував князівство Раджу, де був затверджений Ранджит Сінґхом. Отримав право збирати військо в 3 піхотних полки при озброєні 15 легкими гарматами. В містах перебували залоги з 40 важкими гарматами. 1824 року захопив фортецю Самартах. 1827 року брав участь у поході сикхського військовика Харі Сінґх Налви проти повсталих афганських племен на чолі із Саїд Ахмедом. Відзначився у битві біля Шайду, де повсталі зазнали нищівної поразки.
У 1831—1839 роках отримав в джагір соляні копальні біля міст Бера, Джелум, Рохтас та Гуджрат. Водночас 1837 року очолив військо проти афганських племен, що повстали знову, тепер на чолі із Шамсх-ханом Судханом. Спочатку Гулаб Сінґх завдав поразки повсталим на пагорбах Хазара і Мюррі. Слідом за цим захопив базу Шамс-хана в Кахуті. Невдовзі останній зазнав поразки й був страчений. Його прихильники зазнали плюндрування.
1839 року після смерті Раджит Сінґха раджа Джамму активно брав участь в інтригах, зокрема підтримав відсторонення нового магараджі Кхарак Сінґха. Був прихильником нового магараджи Нау Ніхал Сінґха. Але той 1840 року разом з сином Гулаб Сінґха — Удхам Сінґхом — загинув, коли на нього впала стара цегляна брама. Після цього захистив столицю Лахор від нападу Шер Сінґха. Підтримував регентшу Чанд Каур до 1841 року, коли та передала владу Шер Сінгху. Після цього Губар Сінґх перебрався до Джамму, прихопивши чималі кошти зі скарбниці магараджи сикхів. При цьому влада перейшла до брата останнього і небожа.
1843 року в Лахорі було вбито магараджу Шер Сінґха, брата Гулаб Сінґха — Сучет Сінґха з сином Хіра Сінґха. Владу захопив Дуліп Сінґх, який 1844 року вирішив підкорити Гулаб Сінґха, що вважався найбагатшим раджею імперії. Гулаб Сінґх ненаважуючись протистояти сикхському війську розпочав перемовини, за якими на нього було накладено штраф в 27 лак (2,7 млн рупій). 1845 року під час першої англо-сикхської війни надав допомогу Ост-Індській компанії.
1846 року допоміг британцям придушити потужне повстання афганських племен, за що британський резидент Генріх Монтгомері Лоренс надав Гулаб Сінґху значні кошти, на які той придбав практично усі землі в Кашмірській долині. Після цього прийняв титул магараджи, який було визнано британцями за Амрітскарською угодою. За це Гулаб Сінґх сплатив 7,5 млн рупій (75 лаків).  Водночас визнав зверхність Великої Британії. Потім за підтримки британців придушив повстання в Кашмірі, яке підбурював уряд сикхів в Лахорі.
Під час другої англо-сикхської війни активно допомагав Британській Ост-Індській компанії. По завершенню цієї війни Гулаб Сінґх уклав Чушульську угоду, що визначала межі Джамму та Кашміру на сході, півдні та заході, але північна межа все ще не була визначена.
1850 року захопив форт Хілас в області Дард. Останні роки присвятив зміцненню влади та розбудові господарства князівства, яке отримало статус першого ступеню. Помер Гулаб Сінґх 1857 року. Йому спадкував син Ранбір Сінґх.